# Gilles Barbedette
Gilles Barbedette (Rennes, 28 gennaio 1956 – Parigi, 30 marzo 1992) è stato uno scrittore, traduttore e attivista francese per i diritti LGBT.
Direttore della collana “Letteratura straniera” delle Éditions Rivages, è stato anche critico letterario, traduttore dall'inglese e giornalista di Le Monde. In particolare ha tradotto e fatto conoscere in Francia gli scrittori Edmund White, e Vladimir Nabokov, compresa la sua corrispondenza con Edmund Wilson ed Eva Figes. Attivista gay, è stato il fondatore, e poi animatore insieme all'attivista e compagno Jean Blancart, di uno dei primi gruppi del GLH a Renne (Groupes de libération homosexuelle), movimento sviluppatosi nelle principali città della Francia tra il 1970 e il 1980 per la liberazione omosessuale. Giornalista di Gai pied, è con Daniel Defert e il compagno Jean Blancart fondatore di AIDES, associazione francese di lotta all'HIV e AIDS. La sua morte prematura, a causa dell'AIDS, gli ha impedito di completare l'edizione delle opere complete di Nabokov per la Bibliothèque de la Pléiade. È sepolto nel cimitero di Père-Lachaise a Parigi.
Nel 1984 insieme ad André Scala ha intervistato Michel Foucault a pochi giorni dalla morte; alcune parti dell'intervista sono rimaste inedite fino al 2014 quando il quotidiano francese Libération le ha pubblicate.
La sua ultima opera, pubblicata postuma nel 1993, Mémoires d'un jeune homme devenu vieux (Memorie di un giovane uomo divenuto vecchio), mai tradotta in italiano, è un diario che l'autore ha iniziato a scrivere subito dopo la morte del compagno Jean Blancart avvenuta nel dicembre 1986 e con il quale aveva condiviso la vita fin dal 1975, e narra la sua condizione di malato terminale di AIDS. L'opera rappresenta un'importante testimonianze letteraria della letteratura francese sull'AIDS.
I suoi ultimi giorni di vita sono narrati nel romanzo L'accompagnamento dell'amico De Ceccatty.
Il suo archivio costituito da manoscritti di romanzi, traduzioni e corrispondenza (tra gli altri con Vera Nabokov, René de Ceccatty, Daniel Defert, membri della famiglia Gallimard, Hervé Guibert, Maurice Nadeau e Edmund White), è conservato presso l'Institut Mémoires de l'édition contemporaine.

## Opere

### Narrativa
- Le Métromane, Flammarion, 1985 - romanzo
- Les Volumes éphémères, Gallimard, 1987 - romanzo
- Une saison en enfance, Hatier, 1991- racconto
- Baltimore, Gallimard, 1991 - romanzo
- Mémoires d'un jeune homme devenu vieux, Gallimard, 1993 - diario

### Saggistica
- Paris Gay 1925, (con Michel Carassou) Presses de la Renaissance, 1981. Riedizione: Non lieu, 2008. - Saggio sulla vita gay della Parigi degli anni '20.
- L’Invitation au mensonge, Gallimard, 1989. Saggio sul romanzo